# Alfredo Sivocci
Alfredo Sivocci (Milán, 4 de enero de 1891 - Milán, 10 de julio de 1980) fue un ciclista italiano que fue profesional entre 1910 y 1926. 
Destacan sus participaciones en lo Giro de Italia, en que ganó tres etapas y finalizó cuatro veces entre los 10 primeros, siendo la mejor clasificación la cuarta posición final, conseguida el 1922. 
Era germano del también ciclista Ugo Sivocci.

## Palmarés
- 1909
  - Campeón de Italia en ruta amateur
- 1911
  - Vencedor de una etapa del Giro de Italia
- 1913
  - 1º en la Coppa Pasquali de Ferrara
- 1916
  - 1º en la Albissola-Alassio
  - 1º en el Circuito Brianteo
  - 1º en la Milán-Albissola
- 1917
  - 1º en el Giro de la Provincia de Milán y vencedor de una etapa, con Gaetano Belloni
- 1919
  - 1º en la Turín-Trento-Trieste
  - 1º en la Seicento-Grande Fondo
  - 1º en la Cursa del XX de Septiembre y vencedor de 2 etapas
- 1922
  - 1º en el Giro del Vèneto
  - Vencedor de una etapa del Giro de Italia
- 1923
  - Vencedor de una etapa del Giro de Italia
- 1924
  - Vencedor de una etapa del Giro de Italia

### Resultados al Giro de Italia
- 1911. 7º de la clasificación general. Vencedor de una etapa
- 1913. 24º de la clasificación general
- 1919. Abandona
- 1921. 7º de la clasificación general
- 1922. 4º de la clasificación general. Vencedor de una etapa
- 1923. 11º de la clasificación general. Vencedor de una etapa
- 1924. 10º de la clasificación general